# Kalven (Norbergs socken, Västmanland, 666312-150546)
Kalven är en sjö i Norbergs kommun i Västmanland och ingår i Norrströms huvudavrinningsområde. Sjön är 21 meter djup, har en yta på 0,183 kvadratkilometer och är belägen 130,3 meter över havet. Sjön avvattnas av vattendraget Snytsboån. Vid provfiske har bland annat abborre, gers, lake och mört fångats i sjön.

## Delavrinningsområde
Kalven ingår i det delavrinningsområde (666460-150571) som SMHI kallar för Inloppet i Noren. Medelhöjden är 170 meter över havet och ytan är 20,7 kvadratkilometer. Räknas de 9 avrinningsområdena uppströms in blir den ackumulerade arean 150,16 kvadratkilometer. Snytsboån som avvattnar avrinningsområdet har biflödesordning 4, vilket innebär att vattnet flödar genom totalt 4 vattendrag innan det når havet efter 219 kilometer. Avrinningsområdet består mestadels av skog (77 procent). Avrinningsområdet har 0,92 kvadratkilometer vattenytor vilket ger det en sjöprocent på 4,4 procent. Bebyggelsen i området täcker en yta av 0,2 kvadratkilometer eller 1 procent av avrinningsområdet.

## Fisk
Vid provfiske har följande fisk fångats i sjön:
- Abborre
- Gärs
- Lake
- Mört
- Nors